# قرار مجلس الأمن التابع للأمم المتحدة رقم 1495
قرار مجلس الأمن التابع للأمم المتحدة 1495، المتخذ بالإجماع في 31 يوليو 2003، بعد التذكير بجميع القرارات السابقة بشأن الوضع في الصحراء الغربية، ولا سيما القرار 1429 (2002)، مدد المجلس ولاية بعثة الأمم المتحدة للاستفتاء في الصحراء الغربية (بعثة الأمم المتحدة للاستفتاء في الصحراء الغربية) حتى 31 أكتوبر / تشرين الأول 2003 ودعمت خطة بيكر التي طرحها جيمس بيكر الثالث، كبديل لخطة التسوية لعام 1991. القرار، الذي تم تبنيه بعد تغييرات كبيرة في المسودة الأصلية،  لقي ترحيبًا من جبهة البوليساريو، التي أيدت خطة بيكر، ولكن ليس من قبل المغرب التي عارضتها.

## القرار

### أعمال
ووفقًا للفصل السادس من ميثاق الأمم المتحدة، أيد المجلس خطة بيكر باعتبارها «الحل السياسي الأمثل» للنزاع ودعا الطرفين إلى العمل من أجل قبول الخطة وتنفيذها. علاوة على ذلك، طُلب من الأطراف والدول في المنطقة التعاون مع الأمين العام ومبعوثه الشخصي.
وطالب القرار جبهة البوليساريو بالإفراج عن جميع أسرى الحرب المتبقين بموجب القانون الإنساني الدولي، كما دعا الطرفين إلى التعاون مع اللجنة الدولية للصليب الأحمر لحل قضية الأشخاص المفقودين منذ بدء النزاع. وحثت الأطراف على تنفيذ تدابير بناء الثقة مع مفوضية الأمم المتحدة لشؤون اللاجئين وحث المجتمع الدولي على دعم مفوضية الأمم المتحدة لشؤون اللاجئين وبرنامج الأغذية العالمي في التغلب على تدهور الحالة الغذائية بين اللاجئين.

## روابط خارجية
- نص القرار في undocs.org